# Segell de les Mariannes Septentrionals
El segell de les Illes Mariannes Septentrionals va ser adoptat en 1976. Conté els mateixos elements que formen la bandera: una estrella de cinc puntes de color blanc sobre un fons de color blau de forma circular. Darrere de l'estrella hi apareix representada una taga que és un símbol polinesi de fortalesa. L'estrella i la taga estan envoltades per una garlanda floral, símbol de la història i costums de la població de les illes.
A la part exterior del Segell de les Illes Mariannes del Nord hi apareixen escrites les llegendes: "Commonwealth of the Northern Mariana Islands" ("Commonwealth de les Illes Mariannes del Nord") i "Official Seal" ("Segell Oficial").
En alguns casos també hi figura el nom del país al qual pertanyen: "United States" (Estats Units) i l'any en què es va aprovar aquest segell, 1976.